# Guerra Kree-Skrull
Guerra Kree-Skrull é um arco de história de banda desenhada, escrito por Roy Thomas e desenhado por Sal Buscema, Neal Adams e John Buscema. O enredo apresenta Os Vingadores em um conflito intergaláctico  entre os Krees e os Skrulls.
A história foi originalmente publicada pela Marvel Comics em Avengers # 89-97,  mas o termo tem sido usado para se referir a uma série de conflitos entre o Império Kree, localizado na Grande Nuvem de Magalhães, e o Império Skrull, localizado na Galáxia de Andrômeda, que ocorre há milhões de anos.

## História da publicação
Em sua introdução à versão encadernada lançada em 2000, o autor Roy Thomas admitiu que não tinha um plano principal. "Eu simplesmente sabia que os Krees e os Skulls estariam em guerra nos confins do espaço", ele escreveu, "e que seu conflito ameaçaria se espalhar para a Terra."

## Enredo
Lançada nos números 89 a 97 do título The Avengers, entre junho de 1971 e março de 1972, A trama gira em torno da ameaça à Terra causada pelo grande conflito entre as raças alienígenas Kree e Skrull.
Na primeira edição, o Capitão Marvel invade o Edifício Baxter, onde situa-se um portal para a Zona Negativa, a fim de libertar Rick Jones. Mar-Vell, que está preso nessa realidade alternativa, é capaz de escapar temporariamente, forjando uma ligação telepática com Jones e trocando átomos com ele, fazendo Rick ocupar seu lugar na Zona, três horas por vez, uma situação longe de ser ideal para ambos.

## Publicação no Brasil
O arco foi publicado em uma única edição pela editora Panini Comics em julho de 2006, no encadernado Os Maiores Clássicos dos Vingadores #1. Também foi republicada em 2017, no volume #90 da Coleção Oficial de Graphic Novels da Marvel. Parte das histórias do arco foram republicadas no volume #3 da Coleção Histórica Marvel - Os Vingadores, em 2014 (faltando somente as edições #89 e #92).

## Outras mídias

### Televisão
- A Guerra Kree-Skrull iria ser adaptada na série animada Silver Surfer, mas depois que o show foi cancelado em 1998, a guerra nunca apareceu.
- Na segunda temporada do The Super Hero Squad Show, o Capitão Marvel desapareceu durante uma conferência de paz entre os Kree e os Skrulls, forçando o Esquadrão a investigar. Depois que o Esquadrão foi capturado pelos Skrulls, o trunfo do Falcão, na forma da Feiticeira Escarlate, terminou a guerra entre os Kree e os Skrulls e derrotou o verdadeiro Thanos, mas Thanos escapou.
- Em Os Vingadores: Os Super-Heróis mais Poderosos da Terra, Kang revela que em breve uma guerra entre Krees e Skrulls terá lugar na Terra e o Capitão América, pisando no lado errado, causará a extinção da humanidade.

### Filmes
Captain Marvel apresenta a mitologia da Guerra Kree-Skrull. No filme, o conflito é descrito como unilateral, com os Skrulls sendo vítimas da guerra genocida dos Kree. A Kree Mar-Vell vai contra o seu povo e viaja para a Terra para ajudar os refugiados Skrull a se esconderem das forças de Kree. Carol Danvers, submetida a lavagem cerebral pelos Kree para lutar contra os Skrulls, descobre a verdade e se rebela contra seus antigos mestres e ajuda os Skrulls a encontrar uma nova pátria.